# Ljudevit Gaj

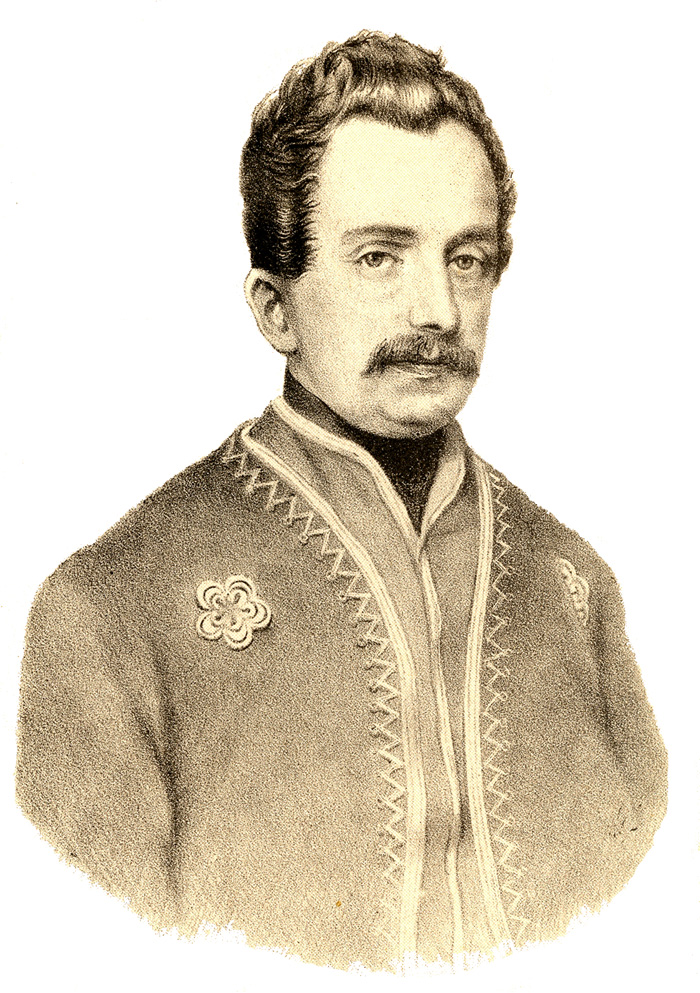
Ljudevit Gaj

Ljudevit Gaj (IPA: [ʎûdeʋit ɡâːj]), nato Ludwig Gay (Krapina, 8 agosto 1809 – Zagabria, 20 aprile 1872) è stato un politico, linguista e scrittore croato, figura centrale del movimento illirico.

## Biografia
Gaj nacque a Krapina, nella Croazia settentrionale (al secolo parte del Regno d'Ungheria), l'8 agosto 1809 da padre tedesco, nativo dell'allora Slovacchia ungherese e di remote origini francesi ugonotte (gli avi paterni di Gaj erano originari della Borgogna), Johann Gay, e da madre croata d'origine tedesca per parte paterna, Juliana Schmidt. Gaj compí i primi studi nella città natale, ed il ginnasio-liceo a Varaždin.
Scrisse i suoi primi, precocissimi scritti in tedesco: una memoria su certe leggende che circolavano intorno ai castelli della sua città natale, intitolata Die Schlosser bei Krapina ("I manieri di Krapina", 1926), oltre ai Poetische Versuche ("Tentativi poetici") rimasti manoscritti.
Nel medesimo tempo, Gaj impiegava anche il suo natio dialetto croato, il caicavo, per i contributi che inviava alla Luna, il supplemento letterario del periodico in lingua tedesca di Zagabria, che, tra l'altro stampò, nel 1826, una sua Pesma od Zagorja ("Canto dal Zagorje").
Il sentimento della sua pertinenza alla nazione croata, insieme col senso della fratellanza panslava, venne sviluppandosi in lui durante i cinque anni di soggiorno all'estero, a Vienna, Graz, Budapest e Lipsia, dove si recò per compiere studi universitari. Si laureò dapprima in legge e poi in lettere.

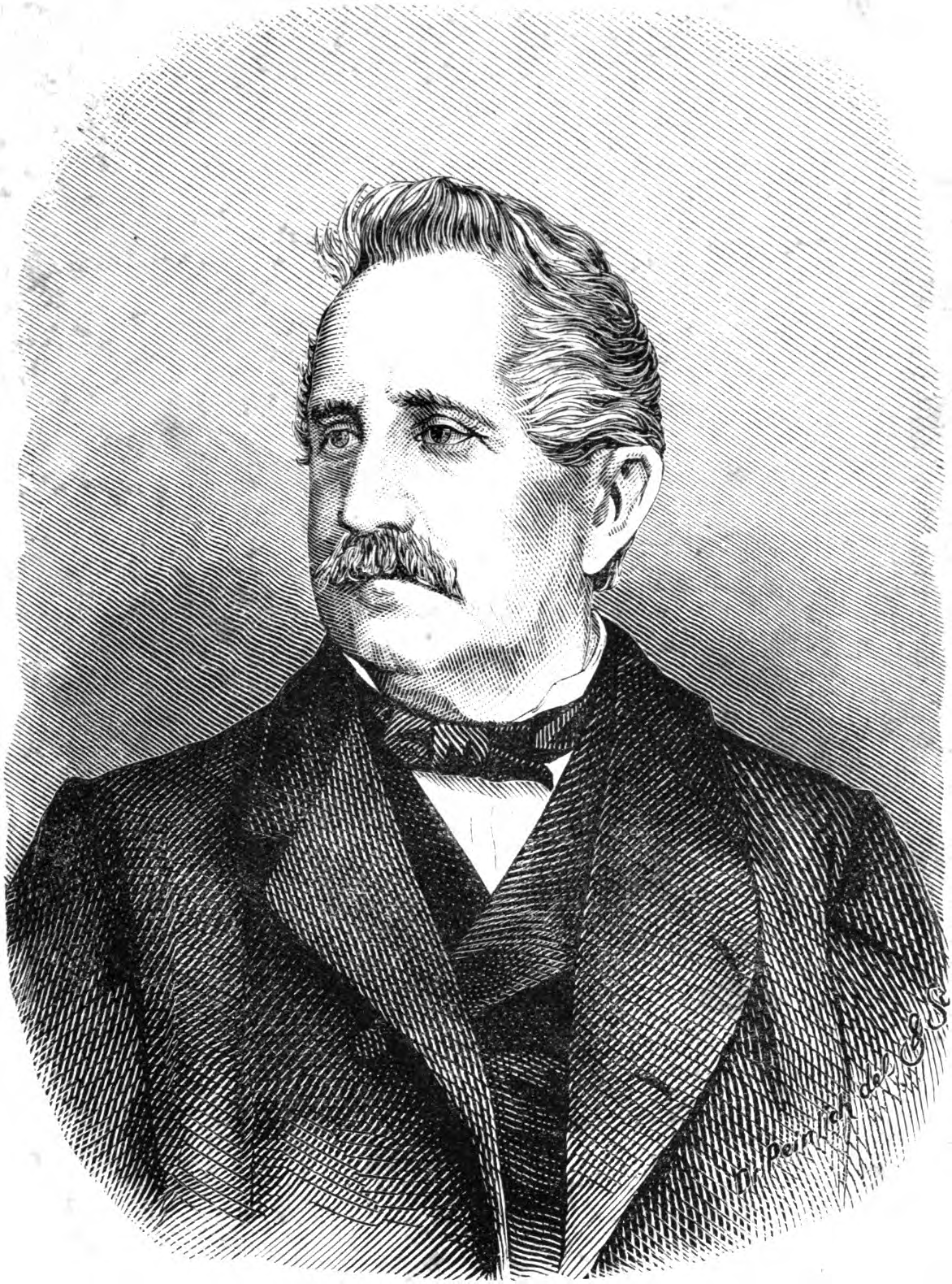
Ljudevit Gaj

Mediante lo scambio di idee con gli esponenti della cultura slava contemporanea conosciuti in queste città, vennero maturando in Gaj le idee che lo avrebbero indotto alla formulazione delle proprie concezioni circa una Slavia meridionale unita, prima tappa verso il riavvicinamento e la fusione di tutte le nazioni slave, nel quadro della concezione panslavista.
Fu così che nel 1830 pubblicò, a Buda, il libro Kratka osnova horvatsko-slavenskog pravopisanja ("Breve fondamento dell'ortografia croato-slava"), che è stato il primo libro avente come argomento la linguistica croata, edito in croato e tedesco. In questo scritto sostenne la necessità di abbandonare gli svariati sistemi ortografici in uso in quel tempo, per adottare una ortografia unitaria, in sostanza corrispondente a quella ceca, basata su un insieme di segni diacritici introdotti nella grafia boema già da Jan Hus.
Nel 1833 pubblicò il libro Još Hrvatska ni propala, a sfondo patriottico, e dopo lunghe trattative, superando numerosi ostacoli burocratici, riuscì ad ottenere nel 1834 il permesso per la pubblicazione di un periodico che si chiamò Novine Horvatske ("Notizie croate"), scritto in caicavo, con un supplemento letterario, la Danica ("La stella mattutina"). Il giornale seguiva ancora una delle antiche ortografie ed aveva come base il dialetto caicavo, usato nella Croazia settentrionale, ma era aperto a collaboratori che si servissero di dialetti diversi.
Nel 1835, però, esso mutò la propria testata in quella di Ilirske narodne novine (Giornale popolare illirico), con il supplemento Danica ilirska ("La stella mattutina illirica"), adottando nel frattempo la nuova ortografia di Gaj ed il dialetto stocavo, conosciuto anche in una notevole parte della Croazia, dove tuttavia non possedeva tradizioni letterarie, ma soprattutto adoperato in Serbia, in Bosnia-Erzegovina e in Montenegro.
Quindi, con Danica Horvatska, Slavonska i Dalmatinska, scritto anch'esso in stocavo, ed edito all'inizio del 1835, si affermò il concetto di una lingua e una letteratura croata come entità unitarie. Nasceva in tal modo l'illirismo, il movimento culturale e politico che propugnò una fusione di tutti gli Slavi balcanici ed ebbe ampi echi in tutta la vita letteraria, artistica e sociale croata durante la prima fase del risorgimento nazionale. Il nome 'illirico' costituiva una reminiscenza delle napoleoniche Provincie illiriche, e fletteva inoltre l'ingenua convinzione secondo la quale gli antichi illiri sarebbero stati gli antenati degli Slavi meridionali, i quali avrebbero dovuto pertanto essere considerati autoctoni nella penisola balcanica.
Dopo aver realizzato, con successo, la parte grammaticale-linguistica del suo programma, Gaj accondiscese alla politica dominante del governo asburgico, e quindi la sua azione politica perse lentamente efficacia.
Morì nel 1872. Le sue spoglie sono conservate nel cimitero Mirogoj a Zagabria.